# Persone di nome Gary/Calciatori
| Questa pagina contiene informazioni ricavate automaticamente dalle voci biografiche con l'ausilio del template Bio e di un bot. L'aggiornamento è periodico e automatico e ricostruisce completamente la pagina. Se manca una persona in questa lista, sei pregato di non aggiungerla, ma accertati piuttosto che la sua voce biografica contenga il template Bio e che i dati anagrafici siano correttamente compilati. Se il template Bio manca, inseriscilo tu stesso o, in alternativa, metti l'avviso {{tmp\|Bio}} che ne segnala la mancanza. Se i dati riportati sono sbagliati, correggi direttamente la voce biografica; le modifiche saranno visibili in questa lista entro pochi giorni. Per chiarimenti vedi il progetto antroponimi. La lista contiene solo le 57 persone che sono citate nell'enciclopedia e per le quali è stato implementato correttamente il template Bio. Pagina aggiornata al 16 ott 2024. |

Questa è una lista di persone presenti nell'enciclopedia che hanno il nome Gary e sono calciatori.

## B(5)
- Gary Bailey, ex calciatore inglese (Ipswich, n. 1958)
- Gary Bannister, ex calciatore inglese (Warrington, n. 1960)
- Gary Bell, ex calciatore inglese (Stourbridge, n. 1947)
- Gary Breen, ex calciatore irlandese (Hendon, n. 1973)
- Gary Browne, calciatore nordirlandese (Dundonald, n. 1983)

## C(5)
- Gary Cahill, ex calciatore inglese (Sheffield, n. 1985)
- Gary Castillo, ex calciatore uruguaiano
- Gary Chivers, ex calciatore inglese (Stockwell, n. 1960)
- Gary Cobb, ex calciatore inglese (Luton, n. 1968)
- Gary Coulibaly, ex calciatore francese (Bastia, n. 1986)

## D(3)
- Gary DeLong, ex calciatore statunitense (n. 1942)
- Gary Deegan, calciatore irlandese (Dublino, n. 1987)
- Gary Doherty, ex calciatore irlandese (Carndonagh, n. 1980)

## E(1)
- Gary Etherington, ex calciatore inglese (Londra, n. 1958)

## F(1)
- Gary Fleming, ex calciatore nordirlandese (Derry, n. 1967)

## G(3)
- Gary Gardner, calciatore inglese (Solihull, n. 1992)
- Gary Glasgow, ex calciatore trinidadiano (Arima, n. 1976)
- Gary Glen, ex calciatore scozzese (Livingston, n. 1990)

## H(1)
- Gary Hooper, calciatore inglese (Loughton, n. 1988)

## J(3)
- Gary Jones, ex calciatore inglese (Huddersfield, n. 1969)
- Gary Jones, ex calciatore inglese (Prescot, n. 1951)
- Gary Jones, ex calciatore inglese (Chester, n. 1975)

## K(2)
- Gary Kagelmacher, calciatore uruguaiano (Montevideo, n. 1988)
- Gary Kelly, ex calciatore irlandese (Drogheda, n. 1974)

## L(2)
- Gary Lineker, ex calciatore inglese (Leicester, n. 1960)
- Gary John Locke, ex calciatore inglese (Londra, n. 1954)

## M(13)
- Gary Mabbutt, ex calciatore inglese (Bristol, n. 1961)
- Gary Mackay, ex calciatore e allenatore di calcio scozzese (Edimburgo, n. 1964)
- Gary Mackay-Steven, calciatore scozzese (Thurso, n. 1990)
- Gary Madine, calciatore inglese (Gateshead, n. 1990)
- Gary Magnée, calciatore belga (Soumagne, n. 1998)
- Gary Manuel, ex calciatore australiano (n. 1950)
- Gary Martin, calciatore inglese (Darlington, n. 1990)
- Gary Mason, ex calciatore scozzese (Edimburgo, n. 1979)
- Gary McCabe, calciatore irlandese (Dublino, n. 1988)
- Gary McCutcheon, ex calciatore scozzese (Dumfries, n. 1978)
- Gary McGinnis, ex calciatore scozzese (Dundee, n. 1963)
- Gary Medel, calciatore cileno (Santiago del Cile, n. 1987)
- Gary Miller, calciatore scozzese (Glasgow, n. 1987)

## N(1)
- Gary Noël, ex calciatore inglese (Londra, n. 1990)

## P(2)
- Gary Pallister, ex calciatore inglese (Ramsgate, n. 1965)
- Gary Plumley, ex calciatore inglese (Birmingham, n. 1956)

## R(2)
- Gary Rensing, ex calciatore statunitense (Saint Louis, n. 1947)
- Gary Roberts, ex calciatore inglese (Chester, n. 1984)

## S(3)
- Gary Shaw, calciatore inglese (Solihull, n. 1961 - Birmingham, † 2024)
- Gary Smart, ex calciatore inglese (Totnes, n. 1964)
- Gary Stevens, ex calciatore e allenatore di calcio inglese (Hillingdon, n. 1962)

## T(5)
- Gary Taylor-Fletcher, ex calciatore inglese (Liverpool, n. 1981)
- Gary Tello, calciatore cileno (Ovalle, n. 1993)
- Gary Gillespie, ex calciatore britannico (Stirling, n. 1960)
- Gary Thompson, ex calciatore canadese (Vancouver, n. 1945)
- Gary Twigg, ex calciatore scozzese (Glasgow, n. 1984)

## W(5)
- Gary Walsh, ex calciatore inglese (Wigan, n. 1968)
- Gary Warren, calciatore inglese (Bristol, n. 1984)
- Gary West, ex calciatore inglese (Scunthorpe, n. 1964)
- Gary Williams, ex calciatore inglese (Wolverhampton, n. 1960)
- Gary Woods, calciatore inglese (Kettering, n. 1990)